# Command & Conquer: Generals
Command & Conquer: Generals är ett realtidsstrategispel som Electronic Arts släppte i februari 2003.
Generals är det sjätte spelet i Command & Conquer-serien, där spelaren kan ta befälet över militära styrkor från USA, Kina eller terroristgruppen GLA (Global Liberation Army).
I september 2003 fick spelet ett expansionspaket vid namn Command & Conquer: Generals - Zero Hour.

## Faktioner
Likt de tidigare spelen är de olika arméernas styrkor balanserade med olika styrkor och svagheter. 

### USA
USA förlitar sig i spelet på högteknologi, de har till exempel de bästa möjligheterna att övervaka banan och motståndarnas företag med hjälp av satellit och obemannade flygplan. De har även det mest sofistikerade flygvapnet med bland annat tre typer av flygplan och helikoptrar samt ett antal uppgraderingar till dessa. "Supervapnet" är en "partikelstråle" som avfyras via en typ av satellit i omloppsbana.

### Kina
Kina är den faktion som förlitar sig på styrka genom antal. Större enhetsgrupperingar (6+) får ökad eldhastighet. Kina kan producera en relativt billig stridsvagn, Battlemaster (vars design är inspirerad av den riktiga kinesiska stridsvagnen,  Type 80) och träna soldater snabbt i stora antal. På enhetsprogrammet finns även Overlord Tank den största och dyraste stridsvagnen, utrustad med dubbla kanoner (Overlord påminner mycket om Mammoth tank, en stridsvagn med liknande utrustning som syns i de tidigare spelen i Command & Conquer-serien), eldkastarstridsvagn, gatlingstridsvagn och ett jaktplan (jaktplanet omnämns enbart som "MiG" men är troligen en Mikoyan Project 1.44). Supervapnet är atombomben.

### GLA
GLA (Global Liberation Army) är en faktion som förlitar sig på gerillakrigföring och har ett flertal enheter och byggnader som kan kamoufleras. De kan bygga tunnelsystem för att transporter och uppgradera enheter genom att plocka upp delar från förstörda fiendefordon. Supervapnet är SCUD-missiler, försedda med biologiska stridsspetsar.

## Nyheter
I spelet finns det ett flertal nyheter jämfört med de tidigare Command & Conquer-spelen:
- Enheter kan uppgraderas genom "forskning" och flera "forskningar" kan göras från samma byggnad, i tidigare spel behövdes en byggnad för varje uppgradering.
- Inkomsterna utvinns inte längre ur marken (Tiberium i Tiberium-serien och ädelstenar i Red Alert-serien), utan inkomsterna kommer från lådor och containrar som hämtas från olika ställen samt oljekällor. Varje faktion har också ett speciellt sätt att få in pengar, USA har supply drop zone, Kina kan träna hackers och GLA har black market.
- Det finns inga filmer med skådespelare mellan banorna, utan de korta filmerna som uppdaterar om vad som händer i kommande bana var gjorda med spelets olika enheter.
- Man kan bygga på hela banan och är inte längre begränsad till att bygga kring sitt högkvarter.
- Tillverkning av enheter kan ske i flera byggnader samtidigt, i tidigare spel var man begränsad till att kunna tillverka en enhet per truppslag åt gången.
- Fartyg kan inte tillverkas eller användas (kontroll över fartyg ges på speciella banor).
- Generalsfärdigheter, en förmån man kan använda om man erhållit ett visst antal poäng, poängen införskaffas genom att vinna strider, generalsfärdigheterna består bland annat av enheter och attacker som till exempel artilleribeskjutning och giftbomber.

## Censur
I Tyskland släpptes spelet med stora ändringar på grund av Irakkriget. GLA:s självmordsbombare ersattes med radiostyrda bombbilar och soldater ändrades till cyborg. Spelet döptes till Command & Conquer: Generäle.

## Kritik
Spelet har fått kritik för att vara för olikt de andra spelen i serien. Att spelet dessutom inte innehåller några filmer med skådespelare, något som utmärkte de tidiga C&C-spelen från övriga RTS-spel, gjorde att många C&C-fans ansåg att spelet inte förtjänade att ha namnet "Command & Conquer".
EA Games tvingade EA Los Angeles att skapa ett RTS med modern stil. Redan tidigare jobbade EA LA med ett futuristiskt strategispel, det vill säga Command & Conquer 3: Tiberium Wars.

### Småfel
Klickar man på en kinesisk "Battlemaster" pansarvagn säger han "Fighting for the Red Army" ("Slåss för Röda Armén"). Röda armén är Sovjets armé. Kinas armé heter Folkets befrielsearmé. Notera dock att Kinas armé hette Röda Armén fram till 1946.